# Bota de Oro 1999-2000

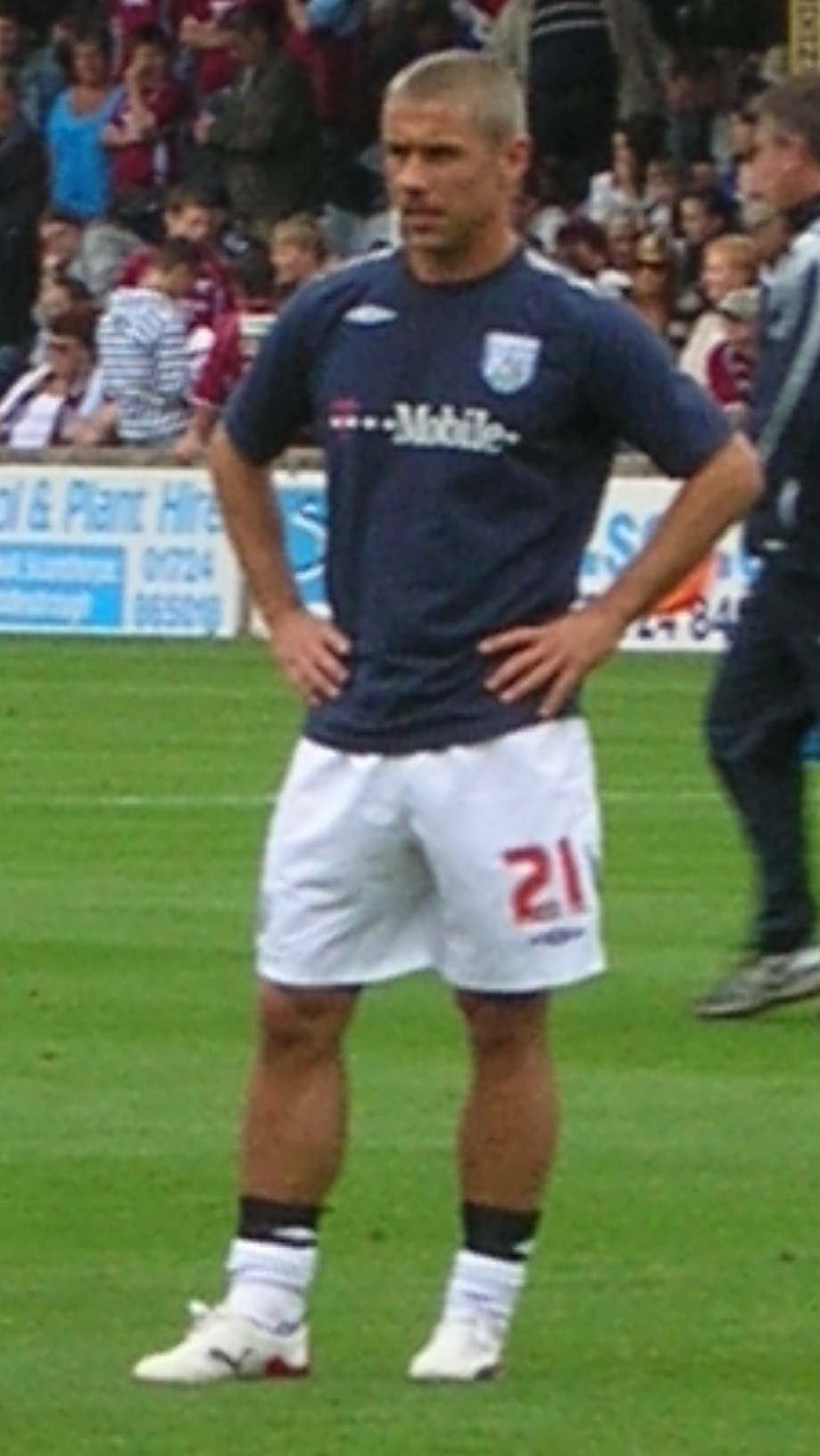
Kevin Phillips ganador de la bota de oro 1999-00.

La Bota de Oro 1999-00 fue un premio entregado por la European Sports Magazines al futbolista que logró la mejor puntuación luego de promediar los goles obtenidos en la temporada europea.
El ganador de este premio fue el jugador inglés Kevin Phillips por haber conseguido 30 goles en la Premier League. Phillips ganó el premio cuando jugaba para el Sunderland AFC.

## Resultados
| Posición | Futbolista              | Club                | Campeonato           | Goles | Puntaje |
| -------- | ----------------------- | ------------------- | -------------------- | ----- | ------- |
| 1        | Kevin Phillips          | Sunderland AFC      | Premier League       | 30    | 60      |
| 2        | Mário Jardel            | FC Porto            | Liga de Portugal     | 37    | 55.5    |
| 3        | Salva Ballesta          | Racing de Santander | La Liga              | 27    | 54      |
| 4        | Andriy Shevchenko       | AC Milan            | Serie A              | 24    | 48      |
| 4        | Jimmy Floyd Hasselbaink | Atlético de Madrid  | La Liga              | 24    | 48      |
| 4        | Ivica Vastić            | SK Sturm Graz       | Bundesliga (Austria) | 32    | 48      |